# Гельмут Ньютон
Гельмут Ньютон (англ. Helmut Newton, нім. Helmut Neustädter; 31 жовтня 1920, Берлін — 23 січня 2004, Вест-Голлівуд) — німецький та австралійський фотограф і фотохудожник.

## Біографія
Народився в єврейській родині. Освіту здобув в Берліні, де навчався в німецькій, а після поділу дітей за національною ознакою — в американській школах (the Heinrich-von-Treitschke-Realgymnasium, the American School in Berlin). З 12 років цікавився фотографією. Починаючи з 1936 року навчався і працював в студії фотографа Ельзи Симон, відомої під псевдонімом Іва.
5 грудня 1938 року покинув Німеччину через переслідування євреїв нацистами. Батьки його жили на той момент в Чилі. У Трієсті він сів на корабель «Conte Rosso» до Китаю, але зійшов з корабля в Сінгапурі, де працював як портретист для «The Straits Times».
Наприкінці 1930-х років перебирається до Австралії. У 1948 році одружується з акторкою та моделлю Джун Браун, яка пізніше також зробила кар'єру фотографа під псевдонімом Еліс Спрінгс.
У 1961 році Ньютон починає співпрацювати з французькими, американськими, англійськими та італійськими видавництвами журналу Vogue і стає одним із найбільш значущих фотографів, які часто працювали в жанрі ню. Sex sells («секс допомагає продавати») — один із секретів успіху фотографа. Також він співпрацював з журналами Elle, Marie Clair, Jardin des Modes, американськими Playboy, Nova і Queen .
23 січня 2004 року в віці 83 років Ньютон виїжджав з паркувального майданчика Chateau Marmont Hotel поблизу Сансет-бульвару і, не впоравшись з керуванням, врізався в стіну. За годину помер у клініці Cedars Sinai Medical Center. Більше в аварії ніхто не постраждав.

## Нагороди
- Велика національна премія за фотографію (Франція, 1990)
- Офіцер монакського Ордена мистецтв, літератури і науки (1992)
- Командор ордена «За заслуги перед Федеративною Республікою Німеччина» (1992)
- Командор французького Ордена мистецтв та літератури (1996).